# Backsmörblomma
Backsmörblomma (Ranunculus polyanthemos) är en art i familjen ranunkelväxter.
Det är en flerårig ört med relativt stora gula blommor som blommar från maj till juli.